# Museo de Historia Natural de Letonia
El Museo de Historia Natural de Letonia (en letón: Latvijas Dabas muzejs) es un museo de historia natural localizado en Riga, capital de Letonia. Depende del Ministerio por la Protección del Medio Ambiente y el Desarrollo Regional de Letonia.
Fue fundado el 1845 por la intelectualidad de los alemanes bálticos de Riga, como parte de la Sociedad Naturalista de Riga, que también fundó una biblioteca.
Contiene la colección más antigua de historia natural de los países bálticos.

## Colecciones
- Colección de botánica
- Colección de geología
- Colección entomològica
- Colección antropológica
- Colección paleontológica
- Colección zoològica